# Приватизаційні папери
Приватизаці́йні папе́ри — спеціальні цінні папери, які дають право брати участь у приватизації державної власності. Використовувалися в постсоціалістичних країнах у процесі переходу до ринкових відносин в економіці. Як правило, окрім суто економічної, мали соціальну мету — розподіл державної власності між громадянами.
В Україні — приватизаційний майновий сертифікат, компенсаційний сертифікат, житловий чек, сертифікати на право володіння земельним паєм тощо.